# Château de la Guerche
Pour l’article homonyme, voir Château de la Guerche (Nassigny).
Le château de la Guerche est situé sur les bords de la Creuse, au cœur du village de La Guerche, en Indre-et-Loire.

## Histoire
Un premier site fortifié est mentionné en 1095. La seigneurie passa aux mains des familles de Chateaudun, Dreux, Clermont-Nesle, avant acquis en 1336 par Jean de l'Isle-Ogier, chevalier banneret pour lequel la seigneurie est élevée en vicomté. Ses descendant le cède en 1448 à Nicole Chambre (Nichols Chamber), capitaine des gardes écossais du roi.
La vicomté est achetée le 19 octobre 1450 par André de Villequier, compagnon d'enfance de Charles VII, au moment même où il épousait Antoinette de Maignelais, cousine d'Agnès Sorel. Les cadeaux royaux au moment de la noce permirent peut-être cet achat. La Cour y passa l'année suivante. Les largesses royales permettent à son favori de consolider le domaine. Le roi a acheté au baron de Preuilly la suzeraineté de La Guerche en 1452 faisant du vicomte de La Guerche un vassal direct du roi. Il a acheté les seigneuries de Montrésor et d'Étableaux. En 1454 commencent des travaux sur les fondations de l'ancienne forteresse, en particulier autour du monumental châtelet d'entrée. Cependant le chantier s'arrête peu après, du fait de la mort d'André de Villequier en juin 1454. À sa mort il laisse deux jeunes fils, Artus et Antoine. Sa veuve, Antoinette de Maignelais a guère séjourné à La Guerche, préférant son château de Menetou-Salon. La mort d'Antoinette de Maignelais, le 5 novembre 1470 a entraîné le partage des biens. Grâce à l'appui du roi Louis XI, Antoine a imposé en 1476 un partage défavorable à son frère qui a été cassé par le parlement de Paris en 1489 qui a donné un arrêt favorable à Artus. Le château de La Guerche est resté à Artus de Villequier qui y réside régulièrement à partir de 1486. Il hérite du fils unique de son frère Antoine en 1495.
Vers 1495-1505, Artus construit l'aile principale du château. Les Villequier y résident régulièrement au XVIe siècle, y recevant Catherine de Médicis et Henri III.
En 1592, pendant les guerres de Religion, le château de la Guerche est pris et pillé par les troupes royales et protestantes car Claude de Villequier était gouverneur de Poitiers pour la Ligue.
Vers 1650, César d'Aumont, héritier des Villequier, gouverneur de Touraine, reconstruit le corps de bâtiment au sud-est. Il fait également reprendre la façade du château afin de lui donner plus de régularité et de symétrie.
Le XVIIIe siècle voit le déclin du château. Acquis aux enchères par Marc-Pierre de Voyer de Paulmy d'Argenson en 1735, ministre de la Guerre de Louis XV, le château sert essentiellement de relais de chasse. Sous la Terreur, les toitures et le dernier étage du château sont démolis.
Fortement marqué par l'histoire, et notamment la Révolution française, le château prend en 1830 son aspect actuel.
Il appartient désormais à la famille De Crouy-Chanel.

## Protection
Le château est inscrit au titre des monuments historiques depuis le 13 mars 1944.